# Gcinile Moyane
Gcinile Moyane (geb. 12. Mai 1980 in Mbabane) ist eine ehemalige Sprinterin aus Eswatini. Sie war spezialisiert auf den 200-Meter-Lauf.
Moyane qualifizierte sich für das Team aus Eswatini für die 200-Meter-Läufe der Frauen bei den Olympischen Sommerspielen 2004 in Athen. Sie erhielt eine Wildcard von der IAAF. Sie trat gegen sieben andere Athletinnen in den Vorläufen an und konnte einen Rekord für Eswatini brechen mit 25,62 s. Damit kam sie jedoch nur auf den sechsten und letzten Platz, mit drei Sekunden Abstand auf die Gewinnerin Cydonie Mothersill von den Caymaninseln. Moyane wurde auch als Fahnenträgerin für das National Olympic Committee von Eswatini erwählt.